# Kambaitimyia rufipes
Kambaitimyia rufipes är en tvåvingeart som beskrevs av Louis-Paul Mesnil 1957. Kambaitimyia rufipes ingår i släktet Kambaitimyia och familjen parasitflugor.
Artens utbredningsområde är Myanmar. Inga underarter finns listade i Catalogue of Life.